# Ghost Hunt
Ghost Hunt est un roman japonais écrit par Fuyumi Ono. Il a été adapté en manga de type Shōjo, de genre drame fantastique, par Shiho Inada et en anime en 2006 sur 25 épisodes.

## Description
Mai Taniyama est lycéenne et adore raconter des histoires de fantômes avec ses amies après les cours. C'est au cours de l'une de leurs séances qu'elle rencontre Shibuya Kazuya. Le lendemain, Mai entre dans un vieux bâtiment près de son école. Une étagère tombe sur elle et elle est sauvée par un homme mystérieux qui est blessé dans l'incident. Elle découvre peu après que cet homme était l'assistant de Shibuya, Lin et qu'elle va devoir le remplacer pour réparer les dégâts qu'elle a causés.
Mai apprend que Shibuya est en fait le directeur de la Shibuya Psychic Research. Au cours de son travail avec Shibuya, Mai rencontre d'autres médiums : Ayako Matsuzaki, Housei Takigawa, John Brown et  Masako Hara. Au cours de la première affaire, Mai découvre que Shibuya est très narcissique et le surnomme donc Naru-chan. Malgré cela, Mai va très vite tomber amoureuse de lui. À la suite du premier dossier, Shibuya demande à Mai de continuer son travail au sein de la Shibuya Psychic Research, c'est ainsi qu'elle se retrouve entraînée dans une véritable chasse aux fantômes.

## Personnages
Taniyama Mai
Mai est une lycéenne de 16 ans, passionnée d'histoires de fantômes. Elle et quelques amies se rassemblent le soir après les cours pour s'en raconter. Bien qu'elle n'adore pas particulièrement l'horreur, elle espère que ces enquêtes avec la Shibuya Psychic Research ne se termineront jamais. À ses yeux, ils représentent sa famille, chose qu'elle n'a pas. Mai est en effet une orpheline qui a perdu ses parents très jeune et fut recueillie par un professeur. Désormais, elle se débrouille toute seule. À cause de sa situation délicate, son école est plutôt compréhensive et la laisse même sécher les cours à condition qu'il s'agisse de son travail. Mai est tombée amoureuse de Naru au cours de leur première enquête. Cette jeune fille a un beau caractère, même si on peut dire qu'elle ressemble au portrait type de shōjo. Naru la connaît très bien.
Au cours de la série, on découvre que Mai possède des perceptions extrasensorielles tels que la rétrovision et la clairvoyance. Il y a également eu un cas de projection astrale lorsque Mai donne une clé pour réconforter Masako qui s'est fait enlever par un monstre.
Kazuya Shibuya
Kazuya est un brillant chercheur en paranormal âgé de 17 ans qui est à la tête de la Shibuya Psychic Research. Le surnom « Naru », abréviation du mot anglais « narcissist » lui a été donné par Mai et va être adopté par toutes les personnes qui travailleront à la SPR. Malgré son apparence froide et distante, il se soucie des autres personnages à qui il a offert sa confiance et son respect. Même si sa relation avec Mai n'aboutit pas dans l'animé, dans le manga leur histoire se concrète bien davantage. Plus loin dans le manga, on apprend que Shibuya a un frère jumeau mort dans un accident de voiture. Et c'est ce « Naru » souriant et heureux que Mai voit dans ses rêves.
Masako
Masako est une médium très connue qui a plus ou moins l'âge de Mai. Quelque peu distante et parfois froide, elle est également amoureuse de Naru et éprouve une certaine jalousie envers Mai qui est très souvent au côté de Naru, même s'ils se disputent régulièrement. Elle est quasiment toujours habillée d'un kimono. Au fil des épisodes, elle se lie tout de même d'amitié pour Mai, malgré leur rivalité, rapprochées également par leurs dons de médium qu'elles ont en commun.

## Adaptation cinématographique
En novembre 2013, les productions Twins Japan et Kadokawa Shoten ont annoncé que l'adaptation cinématographique de Ghost Hunt était en production.
Produit par Atsuyuki Shimoda, le film sera réalisé par Yoshitaka Yamaguchi sur un scenario de Shotaro Oikawa. Les personnages Mai Taniyama et Kazuya Shubuya seront interprétés par Maya Fukuzawa et Haruma Miura.
En janvier 2014, la production annonce que Théo Gauchet, mannequin français de 24 ans et Sanae Tsukamoto ont rejoint le casting.